# شارل بواييه
شارل بواييه (بالفرنسية: Charles Boyer) (و.28 أغسطس 1899 – 26 أغسطس 1978)، ممثل فرنسي ظهر في أكثر من ثمانين فيلمًا من عام 1920 وحتى عام 1976. فبعدما درس بواييه الدراما، توجه للمسرح الفرنسي في العشرينيات من القرن الماضي، ولكنه لاقى النجاح عند تمثيله في الأفلام الأمريكية أثناء فترة الثلاثينيات من القرن نفسه. شارك في فيلم الفتح وفيلم الجزائر العاصمة عام ‌1938 وفيلم علاقة غرامية عام 1939. ومن أدواره الأخرى، دوره في فيلم الإثارة الغامض القلق عام 1944م. وقد ترشَّح أربع مرات للحصول على جائزة أوسكار أفضل ممثل.

## ترشيحات الجوائز

### جوائز الأوسكار
| السنة                                     | الفئة                     | الفيلم         | النتيجة |
| ----------------------------------------- | ------------------------- | -------------- | ------- |
| حفل توزيع جوائز الأوسكار العاشر           | جائزة الأوسكار لأفضل ممثل | الغزو          | رُشِّح     |
| حفل توزيع جوائز الأوسكار الحادي عشر       | أفضل ممثل                 | الجزائر (فيلم) | رُشِّح     |
| حفل توزيع جوائز الأوسكار السابع عشر       | أفضل ممثل                 | القلق (فيلم)   | رُشِّح     |
| حفل توزيع جوائز الأوسكار الرابع والثلاثون | أفضل ممثل                 | فاني (فيلم)    | رُشِّح     |

### جوائز غولدن غلوب
| السنة | الفئة                                    | الفيلم              | النتيجة |
| ----- | ---------------------------------------- | ------------------- | ------- |
| 1952  | جائزة غولدن غلوب لأفضل ممثل - فيلم دراما | الزمن السعيد (فيلم) | رُشِّح     |

### قائمة المراجع
- TCM Film Guide (2006). The 50 Most Unforgettable Actors of the Studio Era: Leading Men. San Francisco, California: Chronicle Books.
- Swindell، Larry (1983). Charles Boyer. The Reluctant Lover. Garden City, New York: Doubleday & Company, Inc. ISBN:0-385-17052-1. مؤرشف من الأصل في 2020-08-01.

## وصلات خارجية
- شارل بواييه على موقع IMDb (الإنجليزية)
- شارل بواييه على موقع الموسوعة البريطانية (الإنجليزية)
- شارل بواييه على موقع مونزينجر (الألمانية)
- شارل بواييه على موقع ألو سيني (الفرنسية)
- شارل بواييه على موقع ميوزك برينز (الإنجليزية)
- شارل بواييه على موقع تيرنر كلاسيك موفيز (الإنجليزية)
- شارل بواييه على موقع أول موفي (الإنجليزية)
- شارل بواييه على موقع قاعدة بيانات برودواي على الإنترنت (الإنجليزية)
- شارل بواييه على موقع قاعدة بيانات الأفلام السويدية (السويدية)
- شارل بواييه على موقع إن إن دي بي (الإنجليزية)
- Sur le site Quercy.net À propos de Charles Boyer et de Figeac.
- Photographs and literature